# Благодатненский сельский совет (Харьковская область)
Благодатненский сельский совет — входил в Валковский район Харьковской области Украины.
Административный центр сельский совета находится в село Благодатное.

## История
- 1918 — дата образования.

## Населённые пункты совета
- село Благодатное
- село Крутая Балка
- село Ландышево
- село Новоселовка
- село Серпневое